# Exorista sagax
Exorista sagax là một loài ruồi trong họ Tachinidae.